# حمام وزیری
حمام وزیری ساری بخشی از عمارت وزیری و مربوط به دوره قاجار است و در شهر ساری، خیابان انقلاب، کوچه آب انبار نو واقع شده و این اثر در تاریخ ۷ مهر ۱۳۸۱ با شمارهٔ ثبت ۶۲۶۹ به‌عنوان یکی از آثار ملی ایران به ثبت رسیده است.